# 蓝星百合属
蓝星百合属（学名：Chamaescilla）是阿福花科萱草亚科的一个属，为澳大利亚特有植物。它们有草状基生叶和块根。花有六个花瓣（每个花瓣有三个神经）和六个雄蕊。种子胶囊含有黑色、有光泽的种子。

## 下属物种
截至2020年7月，本属共有四个物种被接受：
- 蓝星百合 Chamaescilla corymbosa (R.Br.) Benth. - 西澳大利亚、南澳大利亚、维多利亚和塔斯马尼亚。[7]
- Chamaescilla gibsonii Keighery  - 西澳大利亚
- Chamaescilla maculata R.W.Davis & A.P.Br. – 西澳大利亚
- Chamaescilla spiralis (Endl.) Benth., 有卷曲的基生叶[8] - 西澳大利亚

之前归入本属的物种：
- Chamaescilla dyeri - 今为Arthropodium dyeri的异名